# Dearborn Heights
Dearborn Heights est une ville située dans l’État américain du Michigan. Située dans le comté de Wayne, elle est une banlieue de Détroit. Selon le recensement de 2020, sa population est de 63 292 habitants.